# Драгош (община Битоля)
 Тази статия е за селото в Северна Македония.  За селото в Гърция вижте Драгош (дем Долна Джумая).  
Дра̀гош (на македонска литературна норма: Драгош) малко село в община Битоля на Северна Македония.

## География
Селото се намира в областта Пелагония, на 20 km южно от Битоля, на самата гръцка граница. Надморската му височина е 650 - 700 m. Главната църква в селото е гробищната „Свети Никола“, изградена във втората половина на XIX век. Под селото се намира поствизантийската църква „Света Варвара“. Над селото в посока границата е манастирът „Свети Илия“, обновен в XX век на основите на стар храм. В посока планината са църквите „Света Петка“ и „Света Неделя“.

## История

### Етимология
Според Йордан Н. Иванов името е по лично име от Драго, от старобългарски драгъ, < *Драгощь с щ от *tj, образувано от личното име Драгота с посесивна наставка -jь-.
Според Афанасий Селишчев и академик Иван Дуриданов първоначалната форма на името е Драгощ, което произлиза от личното име Драгота с обичайния в такива случаи посесивен суфикс -јь. Дуриданов смята, че към притежателното прилагателно от мъжки род Драгощ ще да е имало и определяемо съществително като връх, дол и подобни.

### В Османската империя
Селото е споменато в Слепченския поменик в XVI - XVII век като Драгощь.
В 1607 година жителите на Драгош взимат едногодишен заем от вакъфа на Ахмед паша при месджида на шейх Хъзр Бали в Битоля в размер на 1000 акчета при лихва от 15% процента. Гаранти за парите са всички селяни, един за друг. Заемът е потвърден и в документ от 1609 година, но като длъжници са записани Стрезо Гьон, Раде Митре и Кире Йован. В сиджил от 1620-1621 година е отбелязано, че 21 ханета (домакинства) в Драгош дължат военния данък нузул за османския поход срещу Полша. През 1623 година се води спор за зиамета с приход 6000 акчета в Драгош между двама спахии - Мехмед, син на Сюлейман и Мустафа. Под заплахата на Мехмед селяните отказват за плащат данъка испенче на Мустафа.
В XIX век Драгош е село в Битолска кааза на Османската империя. Според статистиката на Васил Кънчов („Македония. Етнография и статистика“) от 1900 година Драгошъ има 800 жители, всички българи християни.
На Етнографската карта на Битолския вилает на Картографския институт в София от 1901 година Драгош е чисто българско село в Битолската каза на Битолския санджак с 65 къщи.
Цялото население на селото е гъркоманско под върховенството на Цариградската патриаршия. По данни на секретаря на Българската екзархия Димитър Мишев („La Macédoine et sa Population Chrétienne“) в 1905 година в Драгош има 760 българи патриаршисти гъркомани и в селото функционира гръцко училище.
Първите имигранти от селото в САЩ са от 1903 г. – Георге Димитров (р. 1865), Янко Толев (р. 1873), Тасе Божин (р. 1875), Георги Стоянов (р. 1879), Никола Павлев (р. 1887) и Константин Димитров (р. 1889). При избухването на Балканската война в 1912 година 3 души от селото са доброволци в Македоно-одринското опълчение.

### В Сърбия, Югославия и Северна Македония
След Междусъюзническата война в 1913 година селото попада в Сърбия. По време на българското управление на Вардарска Македония Драгош е център на община в Битолска селска околия, в която влизат и Градешница и Кишава. Жителите на Драгош са 670 души.
През 1922-1923 година в Драгош е открита поща, която функционира до 6 април 1941 година.
В 1961 година селото има 449 жители. Населението намалява вследствие на емиграция към Битоля, Скопие, презокеанските земи и Европа.
Според преброяването от 2002 година селото има 33 жители, всички северномакедонци.
| Националност     | Всичко |
| северномакедонци | 33     |
| албанци          | 0      |
| турци            | 0      |
| роми             | 0      |
| власи            | 0      |
| сърби            | 0      |
| бошняци          | 0      |
| други            | 0      |

## Личности
Родени в Драгош
- Ангел Димитриев (около 1818 - ?), участник в Кримската война, в Българското опълчение, по-късно заселен във Видин[16]
- Димко Николов (1883 – 1908), български революционер
- Георги Йовановски (1922-1944), югославски партизанин, деец на НОВМ. Загива в битка с балисти при село Галинич[17]

Починали в Драгош
- Димко Николов (1883 – 1908), български революционер
- Наум Петров – Буфчето (1878 – 1903), български революционер